# Ifis (filla de Teletusa)
|  | Per a altres significats, vegeu «Ifis». |

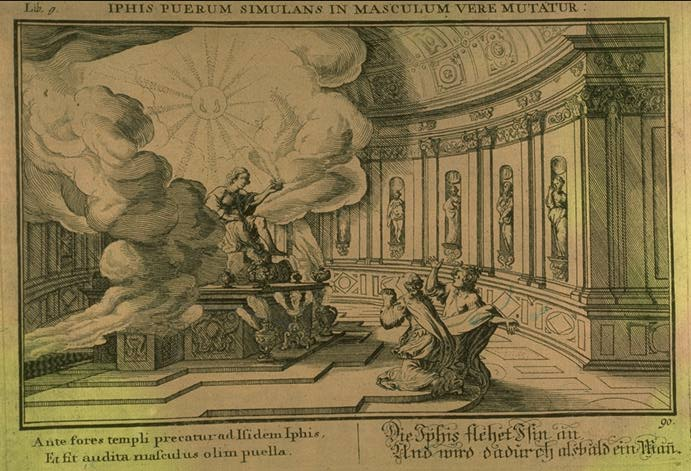
Bauer - Ifis i Isis

D'acord amb la mitologia grega, Ifis (en grec antic Ἶφις) va ser una noia de Creta, filla de Ligdos i de Teletusa.
Abans del seu naixement, el pare va disposar que, si el nadó era una nena, havia de morir, però la mare, quan estava a punt d'infantar, va tenir una visió on se li va aparèixer Isis, que li va ordenar que pugés la criatura, fos quin fos el seu sexe. Com que va néixer una nena, la va vestir i educar com si fos un nen, i li va posar de nom Ifis, que en grec és ambigu. Una noia, Iante, que compartia l'error general de considerar-la un noi, se'n va enamorar i Ifis d'ella, i el seu pare hi va emparaular el casament. Però Teletusa, tement que no es descobrís el secret, anava ajornant l'enllaç, fins que acudí a la deessa Isis per suplicar-li que hi posés remei, i la deessa va canviar el sexe d'Ifis perquè el casament pogués celebrar-se.
Al 1637 el poeta i dramaturg francès Isaac de Benserade s'hi va inspirar per a escriure una comèdia: Ifis i Iante, traduïda al català per Encarna Sant-Celoni.